# Adonys Henriquez
Adonys Henriquez (Orlando, 13 novembre 1994) è un cestista statunitense con cittadinanza dominicana.

## Palmarès
- Campionato uruguaiano: 1

Hebraica Macabi: 2022-23